# Кучино (Тамбовская область)
Кучино — упразднённая деревня в Петровском районе Тамбовской области России. На момент упразднения входила в состав Кочетовского сельсовета. Исключена из учётных данных в 2003 году.

## География
Деревня находится в западной части Тамбовской области, в лесостепной зоне, в пределах Окско-Донской низменной равнины, на левом берегу реки Большой Самовец, на расстоянии примерно 7 километров (по прямой) к юго-западу от села Петровского, административного центра района.

### Климат
Климат умеренно континентальный, относительно сухой, с холодной продолжительной зимой и тёплым летом. Средняя температура воздуха самого холодного месяца (января) — −11,5 — −10,5 °C (абсолютный минимум — −39 °C); самого тёплого месяца (июля) — 19,5 — 20,5 °C (абсолютный максимум — 40 °С). Период с положительной температурой выше 10 °C длится 141—154 дня. Среднегодовое количество атмосферных осадков варьирует в пределах от 400 до 650 мм. Продолжительность залегания снежного покрова составляет в среднем 135 дней.

## История
По исследованиям Елены Глазатовой, деревня была основана в 1799 году как сельцо Петродарово. Земля, на которой появилось сельцо, была подарена местным помещиком Петром Лукичом Вельяминовым своему бывшему крепостному крестьянину, поверенному, представлявшему своего господина в присутственных местах — Афанасию Семеновичу Кучину (1752—1812). Он купил у П. Л. Вельяминова 4 семьи крепостных и поселил их на берегу речки Большой Самовец. По ревизии 1811 года у Кучина числилось лишь 7 душ крепостных в двух семьях (Парфёна Языкова и Ивана Лебедева).
По сведениям 1862 года во владельческой деревне Кучина 2-го стана Липецкого уезда Тамбовской губернии проживало 153 человека (75 мужчин, 78 женщин) в 15 дворах.
По данным начала 1883 года в деревне Кучина-Саликова тож Больше-Избердеевской волости Липецкого уезда проживал 141 собственник из помещичьих крестьян (77 мужчин, 64 женщины) в 27 домохозяйствах. Им принадлежало 35 десятин удобной надельной земли, также 15 хозяйств арендовали 38,5 десятин пашни. В деревне было 20 лошадей, 23 головы КРС, 100 овец и 4 свиньи. Промышленных и торговых заведений не было, грамотных и учащихся тоже.
В 1911 году деревня Кучино относилась к приходу села Кочетовка, в ней в 20 дворах проживало 193 человека (98 душ мужского пола и 95 женского). В 1914 году — 213 жителей (105 мужчин, 108 женщин), которым принадлежало 35 десятин земли.
По переписи 1926 года в деревне Кучино (Саликово) Грязинской волости Липецкого уезда было 37 хозяйств русских и 229 жителей (109 мужчин, 120 женщин). По спискам сельскохозяйственного налога на 1928/1929 годы в деревне Кочетовского сельсовета Грязинского района Козловского округа ЦЧО было 39 хозяйств и 269 жителей. По данным 1932 года в деревне того же сельсовета Грязинского района ЦЧО было 284 жителя.
К началу войны число дворов в деревне, подписанной как Сальково, сократилось до 31.
Постановлением Думы Тамбовской области от 26 февраля 2003 года № 404 деревня Кучино исключена из учётных данных.

## Население
Согласно результатам переписи 2002 года, в деревне отсутствовало постоянное население